# .bf
.bf ist die länderspezifische Top-Level-Domain (ccTLD) Burkina Fasos. Sie existiert seit dem 29. März 1993 und wird von der staatlichen Behörde Autoritè de Règulation des Communications Electroniques (ARCE) verwaltet, während der operative (technische) Betrieb durch das Telekommunikationsunternehmen ONATEL SA mit Hauptsitz in Ouagadougou durchgeführt wird.

## Eigenschaften
Eine .bf-Domain kann jede natürliche oder juristische Person anmelden. Voraussetzung für die Anmeldung ist die Vorlage eines Auszugs aus dem Handelsregister, der Nachweis einer eingetragenen Marke oder für Privatpersonen eine Kopie des Reisepasses. Trotz der offenen Registrierung spielt .bf international eine vergleichsweise geringe Rolle und ist kaum verbreitet.